# Dawid Konarski
Dawid Konarski (18 de dezembro de 1987) é um jogador de voleibol polonês que atua na posição de oposto.

## Carreira
Konarski é membro da seleção polonesa de voleibol masculino. Em 2016, representou seu país nos Jogos Olímpicos no Rio de Janeiro, que ficou em sétimo lugar.

## Títulos
Asseco Resovia
- Campeonato Polonês: 2014–15
- Supercopa Polonesa: 2013

ZAKSA Kędzierzyn-Koźle
- Campeonato Polonês: 2015–16, 2016–17
- Copa da Polônia: 2016–17

## Clubes
| Anos      | Anos                       |
| --------- | -------------------------- |
| 2008–2013 | BKS Visła Bydgoszcz        |
| 2013–2015 | Asseco Resovia Rzeszów     |
| 2015–2017 | ZAKSA Kędzierzyn-Koźle     |
| 2017–2018 | Ziraat Bankası Ankara      |
| 2018–2020 | Jastrzębski Węgiel         |
| 2020–2021 | Cerrad Enea Czarni Radom   |
| 2021–2023 | Aluron CMC Warta Zawiercie |
| 2023–     | PGE GiEK Skra Bełchatów    |

## Prêmios individuais
- 2013: Supercopa Polonesa – MVP
- 2015: Torneio Hubert Jerzeg Wagner – Melhor ataque
- 2017: Copa da Polônia – MVP e melhor oposto
- 2015: Torneio Hubert Jerzeg Wagner – Melhor oposto
- 2019: Copa da Polônia – Melhor sacador
- 2019: Torneio Hubert Jerzeg Wagner – Melhor ataque